# Tots dos moren al final
Tots dos moren al final (títol original en anglès: They both die at the end) és la tercera obra de l'autor americà Adam Silvera que va ser publicada el 5 de setembre de 2017 per l'editorial HarperTeen. Aquesta novel·la de literatura juvenil segueix a Mateo i Rufus, dos nois adolescents que descobreixen que només els queda un dia de vida i decideixen passar-lo junts. El llibre parla sobre la mort, però sobretot de la vida i del que significa viure. Tracta diverses problemàtiques socials des de diferents punts de vista, posant èmfasi en l'amor, la visibilització del col·lectiu LGBTIQ+ i llatinoamericà, l'expressió de la identitat i la recerca d'un mateix. També explora amb delicadesa la temàtica de la salut mental com el suïcidi i la depressió.
Gràcies al popular hashtag de TikTok, #BookTok, el llibre es va fer famós a la plataforma, fet que el va posicionar en la llista de best-sellers del The New York Times i d'IndieBound. A més el Junior Library Guild el va incorporar en la seva selecció de llibres.

## Trama
Poc després de la mitjanit del 5 de setembre de 2017, en Mateo rep una trucada telefònica de Mort-Sobtada (Death-Cast), una empresa que pot predir la mort de persones i es dedica a informar-les que en el plaç de vint-i-quatre hores moriran (aquestes persones es diuen Nominades). En Mateo és un noi tímid i solitari que, en un principi, pensa passar el seu Últim Dia tancat a la seva habitació, però decideix empènyer-se per viure realment. D'aquesta manera es descarrega l'aplicació mòbil Última Amistat, desenvolupada per ajudar als Nominats a passar el seu Últim Dia amb un amic. En Rufus està enmig d'una baralla amb en Peck, el nou xicot de la seva ex-xicota l'Aimee, quan rep una trucada de Mort-Sobtada. En Rufus viu en una casa d'acollida i permet que Peck marxi perquè pugui acomiadar-se dels Plutons, els seus companys a la casa d'acollida. L'Aimee, en Malcolm i en Tagoe, celebren un funeral en vida per a Rufus, però en Peck l'interromp, havent trucat a la policia perquè l'arrestin per agressió. En Rufus escapa i fuig, descarregant Última Amistat per no viure el seu darrer dia sol.
En Mateo i en Rufus es troben a través d'Última Amistat i decideixen passar el dia acompanyant-se mútuament. En Rufus accepta anar amb en Mateo a l'hospital perquè aquest pugui visitar al seu pare, que fa dues setmanes que està en coma. En Mateo s'acomiada del seu pare i li deixa una nota perquè la llegeixi quan es desperti. En Mateo i en Rufus van després a veure la Lidia, la millor amiga d'en Mateo, i la seva filla Jenny (la fillola d'en Mateo). No volent molestar la Lidia, en Mateo fingeix que tot és normal, però li deixa un sobre d'efectiu abans de marxar i bloqueja el seu número de telèfon. Poc després, en Rufus rep una trucada de l'Aimee que li diu que en Malcolm i en Tagoe han sigut arrestats quan en intentar retenir la policia per donar-li més temps per escapar.
A mesura que l'amistat de Rufus i Mateo creix, els nois agafen més confiança l'un amb l'altre. En Rufus li narra el seu passat a en Mateo, explicant-li que la seva família havia rebut la trucada de Mort-Sobtada el mateix dia, quan en Rufus era petit, i que el seu cotxe havia xocat en un riu i els seus pares i la seva germana havien mort en l'accident, però ell no. Els dos joves parlen sobre el que hauria sigut el seu futur: Mateo sempre havia volgut ser arquitecte i Rufus desitjava haver pogut convertir la fotografia en la seva professió. En poca estona, en Mateo es torna més atrevit i surt de la seva zona de confort i en Rufus comença a fer fotos en color per a la seva pàgina d'Instagram, a diferència de les seves publicacions monocromes habituals, per donar-li un significat especial al seu dia final.
A mesura que el dia avança en Rufus i en Mateo escapen amb prou feines de trobaments propers amb la mort, com l'explosió en un gimnàs proper. Aleshores es dirigeixen al cementiri perquè en Mateo pugui visitar per última vegada la tomba de la seva mare, només per trobar que un jardiner està en procés d'excavar la tomba d'en Mateo al costat de la seva. Després de deixar una construcció de Lego en la seva làpida, en Mateo parla del més enllà amb en Rufus i debaten què els passarà en un futur pròxim. Seguidament, van al Make-A-Moment per als Nominats, un local on poden provar activitats perilloses sense cap mena de perill. En Mateo demana a la Lidia de trobar-los allà i tots tres fan algunes de les activitats per a Nominats al centre on en Rufus també aconsegueix alliberar-se d'algunes de les seves pors.
Aleshores en Rufus rep una trucada d'en Malcolm i en Tagoe, que han sigut alliberats de la custòdia, i els diu que portin l'Aimee i que es trobin amb ell al Cementiri de Clint, un club per a Nominats. Al club, en Mateo agafa el coratge per besar en Rufus, que li pregunta per què havia tardat tant. En Rufus s'acomiada dels seus companys i en Mateo s'acomiada de la Lidia. Però en Peck i la seva colla arriben al club, després d'haver seguit en Rufus mitjançant les seves publicacions d'Instagram, amb una pistola carregada. L'Aimee intenta convèncer-lo, donant-li temps suficient a en Mateo per provocar una distracció, fent que a en Peck li caigui l'arma.
A en Mateo li agradaria anar una última vegada a veure el seu pare, però abans decideix descansar amb el Rufus a la seva casa, on li canta i li toca el piano. Rufus immortalitza el moment gravant-lo i fent-li una fotografia com al seu Últim Post en Instagram. Amdós s'adormen junts, preguntant-se per què no s'havien conegut abans. I prometen quedar-se en el lloc segur fins a visitar al pare d'en Mateo.
En Mateo es desperta primer i va a la cuina a fer un té per a ell i per a Rufus. Encén distretament l'estufa que havia dit al seu veí que no arreglés abans aquell dia, ja que sabia que es moriria. L'estufa explota, i Rufus es desperta i fuig de l'edifici. Això no obstant, de seguida torna corrents a l'apartament en flames i arrossega el cos de Mateo fora. En Mateo és declarat mort al lloc dels fets i un Rufus devastat truca a la Lidia per informar-la. Rufus decideix complir l'últim desig de Mateo i visita al seu pare a l'hospital on li explica a l'home inconscient tot el seu dia. A més, li explica quan fort i valent que havia sigut el seu fill, qui per fi havia deixat enrere les seves pors i viscut realment la seva vida. Li deixa una nota explicant-li qui era ell i l'enllaç per veure les fotos d'en Rufus i en Mateo al compte d'Instagram.
De camí al parc per passar les seves últimes hores, Rufus es posa els auriculars per escoltar el vídeo que va fer d'en Mateo cantant al club i surt a la carretera sense mirar.

### Subtrames
Les subtrames, centrades en personatges secundaris, s'entrellacen amb la línia argumental principal.
- Dalila rep una trucada de Mort-Sobtada, però creu que és una broma. Ella fa una entrevista amb Howie Maldonado, però Peck i la seva colla el maten quan corren davant del seu cotxe. L'últim capítol centrat en ella és quan es troba a l'Althea's Diner. Truca al Víctor, el seu exnòvio, que diu que ell no li va fer cap broma amb la trucada de Mort-Sobtada. La Dalila comença a plorar, dient que ha perdut el seu últim dia perquè pensava que li havia fet una broma només perquè ella havia tallat amb ell. En Víctor li diu que es quedi quieta i corre cap al restaurant. Aquest restaurant es troba a l'altra banda del carrer on Rufus passa la seva última hora. L'autor confirma que Víctor és el que colpeja a en Rufus amb el seu cotxe. L'autor també expressa que Dalila mor al final del llibre. No obstant això, es desconeix el destí de com mor ella.

- La Zoe és una Nominada. La seva història només té un capítol, on s'explica que passa el seu Últim Dia amb la Gabriella.

- La història de la Deirdre també té només té un capítol. Ella contempla el suïcidi, però es veu dissuadida per l'aparició de Mateo i Rufus.

- La Dalma és la creadora de l'aplicació Últim Amic, i en el seu capítol s'aplica els usos i avantatges, a més dels motius darere d'aquesta plataforma.

- El capítol d'en Vin tracta de la seva decisió de matar-suïcidar-se amb la bomba que gairebé mata a en Rufus i en Mateo.

- La història de l'oficial Andrade parla de l'alliberament de Malcolm i Tagoe de la custòdia, la mort del seu company Graham i els seus esforços per tancar el lloc web que ho va provocar.

### Personatges
- Mateo Torrez - És un noi tímid, socialment inadaptat i nerviós que ha gastat la major part de la seva vida quedant-se a casa.
- Rufus Emeterio - D'origen cubà. És un noi inteligent, que viu en una casa d'acollida i té un passat turbulent.
- Lidia Vargas - És la millor amiga de Mateo i la mare de la Penny.
- Mateo Torrez (pare). - És el pare d'en Mateo, qui porta en coma dues setmanes.
- Patrick "Peck" Gavin - És l'actual xicot de l'Aimee i té problemes amb el Rufus.
- Dalila Grey - És una reportera que rep la trucada de Mort-Sobtada, però està convençuda que és una broma preparada per al seu ex-promès Víctor, qui traballa per la companyia.
- Dalma Young - És la creadora de l'app Última Amistat.
- Aimee Dubois - És l'ex-xicota i amiga d'en Rufus.

- Malcolm Anthony i Tagoe Hayes - Són els millors amics i companys d'acollida d'en Rufus.
- Kendrick O'connell i Damien Rivas - És membre de la banda de Peck.
- Howie Maldonado – és un famós actor que rep una trucada de Mort-Sobtada i es troba amb la Dalila per una Entrevista Final.
- Vin Pearce – és un Nominat i boxejador a qui han prohibit seguir competint per culpa d'una malaltia genètica muscular.
- Deirdre Clayton – és una treballadora de Make-A-Moment, que té problemes de salut mental i ha provat de suïcidar-se moltes vegades. Quan rep l'alerta de Mort-Sobtada pensa en el suïcidi altra vegada, però canvia d'opinió en conèixer a en Mateo i a en Rufus.
- Zoe Landon – és una Nominada que decideix passar el seu Últim Dia amb la Gabriella, una noia a qui ha conegut a l'app Última Amistat

## Recepció i crítica
Tots dos moren al final és un best-seller del New York Times i IndieBound, així com una selecció del Gremi de Biblioteques Juvenils dels Estats Units. El llibre va rebre crítiques destacades de Booklist, Publishers Weekly, School Library Journal i Kirkus Reviews, així com crítiques positives de The Bulletin of the Center for Children's Books, American Review, BookPage, Common Sense Media, BuzzFeed, Children's Book and Media Review i Teen Vogue.
Booklist va qualificar la novel·la d'"extraordinària i inoblidable". D'altra banda, Kirkus Reviews va assenyalar que el llibre va ser "un altre destacat de Silvera que aquí lluita amb gràcia amb preguntes pesades sobre la mort i el sentit d'una vida ben viscuda" abans de concloure que la novel·la és "captivant, contemplativa i desgarradora" com promet el seu títol.
BuzzFeed va assenyalar que "Adam Silvera no només captura de manera commovedora l'emoció crua d'enfrontar-se a la vostra pròpia mortalitat, sinó que també crea personatges autèntics i totalment relacionables que voldreu seguir en el seu viatge". I American Review va afirmar que "aquest llibre és una contribució important a la literatura per a joves a causa dels seus retrats humanitzadors de personatges queer i adolescents de color". Assenyalen que això és especialment important "tenint en compte les qüestions citades repetidament de la blancura hegemònica i l'heteronormativitat en l'edició per a joves, especialment en la ficció especulativa".
BuzzFeed va nomenar a Tots dos moren al final com un dels millors llibres per a joves de la dècada. Kirkus Reviews, BookPage, School Library Journal, Amazon i BuzzFeed la van anomenar una de les millors novel·les per a adults joves del 2017, i Book Riot la va nomenar un dels millors llibres queer de l'any. A més, la novel·la també s'ha analitzat a revistes acadèmiques per la seva representació dels adolescents LGBT de color.
L'audiollibre, narrat per Michael Crouch, Robbie Daymond i Bahni Turpin, va rebre una crítica favorable de Booklist, que va assenyalar que els actors de veu van portar "tot el ventall de l'angoixa i l'alegria d'aquesta història a l'oient. Crouch i Daymond, donant veu a Mateo i Rufus, respectivament, emfatitzen com canvien els personatges però es mantenen fidels a ells mateixos".

### Seleccions, premis i nominacions
| Any  | Seleccions, premis i nominacions                                        | Resultat    | Ref.   |
| ---- | ----------------------------------------------------------------------- | ----------- | ------ |
| 2017 | Millors llibres per a joves de l'any d'Amazon                           | Seleccionat | [ 3 ]  |
| 2017 | Llista de llibres elecció dels editors: llibres per a joves             | Seleccionat | [ 22 ] |
| 2017 | BookPage Teen Top Selecció de setembre                                  | Seleccionat | [ 9 ]  |
| 2017 | Book Riot: Millors llibres Queer de l'Any                               | Seleccionat | [ 16 ] |
| 2017 | BuzzFeed: Millors llibres juvenils de l'Any                             | Seleccionat | [ 15 ] |
| 2017 | Goodreads Choice Award per ficció juvenil                               | Nominat     | [ 23 ] |
| 2017 | Selecció del Gremi Junior Library                                       | Seleccionat | [ 3 ]  |
| 2017 | Kirkus Reviews: Millors llibres juvenils de l'Any                       | Seleccionat | [ 2 ]  |
| 2017 | Biblioteca pública de Los Angeles: Millors llibres juvenils de l'Any    | Seleccionat | [ 3 ]  |
| 2017 | Paste: Millors llibres juvenils de l'Any                                | Seleccionat | [ 24 ] |
| 2017 | School Library Journal: Millors llibres juvenils de l'Any               | Seleccionat | [ 3 ]  |
| 2018 | American Library Association's (ALA): Millors llibres de ficció juvenil | Seleccionat | [ 25 ] |
| 2018 | American Library Association: Llista LBGTIQ+                            | Top 10      | [ 26 ] |
| 2018 | Capitol Choices for Fourteen and Up                                     | Seleccionat | [ 27 ] |
| 2018 | Young Adults: Selecció de lectura                                       | Seleccionat | [ 28 ] |
| 2019 | BuzzFeed: Millors llibres juvenils de la década                         | Seleccionat | [ 15 ] |
| 2020 | ALA Quick Picks per a joves lectors reticents                           | Seleccionat | [ 29 ] |
| 2021 | Flicker Tale Children's Book Award per lectors grans                    | Guanyador   | [ 30 ] |

## Adaptacions
Tots dos moren al final està en desenvolupament per eOne amb el creador de Bridgerton, Chris Van Dusen, adjunt al productor executiu i a l'escrit al costat de l'autor Silvera. Anteriorment, l'adaptació s'havia establert com una minisèrie de televisió de mitja hora a HBO amb J. J. Abrams com a productor executiu.
El gener de 2023, Netflix va fer-se càrrec la sèrie amb Van Dusen, Bad Bunny i Drew Comins com a productors executius.

## Continuacions de la novel·la
La preqüela de Tots dos moren al final es titula El primer en morir al final. Va ser publicada el 4 d'octubre de 2022, i segueix la historia de Orion i Valentino, ambientada 7 anys abans que la història original, just el dia en que Mort-Sobtada s'estrena.
Aquest any 2024, Adam Silvera va publicar a les seves xarxes socials que el títol de la tercera part d'aquest univers s'estrenaria al 2025 amb el títol Ningú sap qui mor al final. Serà un thriller romàntic sobre Paz Dario, un noi que desitja que Mort-Sobtada el truqui i Alano Rosa, el fill del creador de Mort-Sobtada, que li ensenyarà que la vida val la pena de viure.